# Become the Prey E.P.
Become the Prey är en EP med det svenska hårdrock-bandet Enter the Hunts första officiella skivsläpp och gavs ut 14 juni 2006 av skivbolaget Epic Records (dotterbolag till Sony Music Entertainment). Skivan innehåller låtarna "Never Stop", "No Return" och "Now or Nowhere". "Never Stop" återfinns också på bandets första fullängdsalbum, For Life. 'Til Death. To Hell. With Love. vilken gavs ut i augusti samma år. Become the Prey är producerad av Jacob Hellner, som även producerat bland annat Rammsteins album. Musiken är skapad av Enter the Hunt och texterna av Krister Linder.

## Låtlista
1. "Never Stop" – 3:21
2. "No Return" – 4:16
3. "Now or Nowhere" – 3:37

## Medverkande
Musiker (Enter the Hunt-medlemmar)
- Krister Linder – sång
- Stefan Kälfors - trummor
- Björn Flodkvist - gitarr, bakgrundssång
- Mats Ståhl - gitarr
- Pontus Lindqvist - basgitarr

Produktion
- Jacob Hellner – producent
- Ulf Kruckenberg – ljudtekniker, ljudmix
- Tom van Heesch – ljudtekniker
- Sören Elonsson – mastering
- Petter Eriksson – omslagsdesign
- Erika Sjöberg, Linus Ersson – omslagskonst